# Diana Stolz

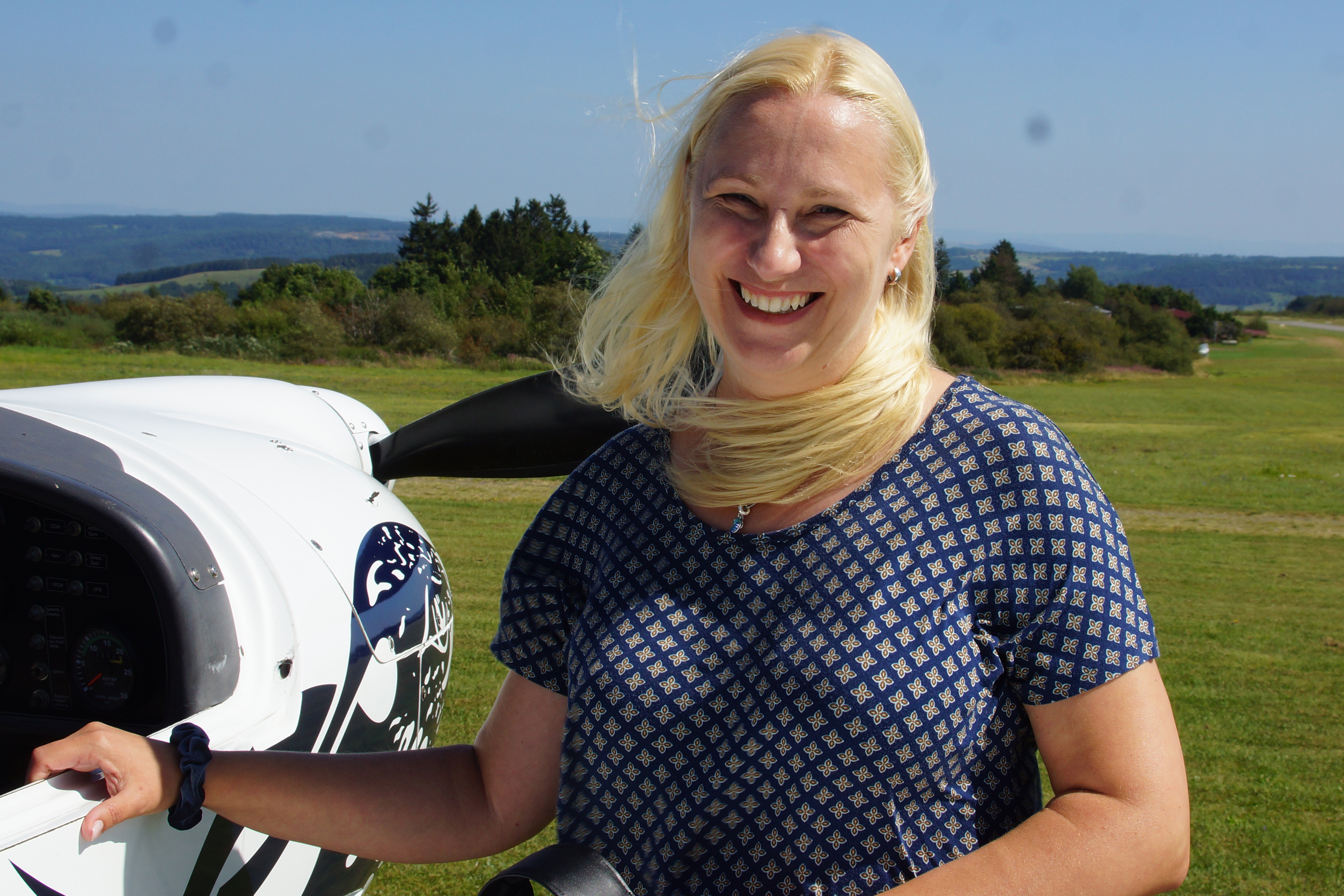
Diana Stolz auf der Wasserkuppe (2024)

Diana Stolz (* 13. April 1976 in Frankfurt am Main) ist eine deutsche Politikerin (CDU). Sie ist seit dem 18. Januar 2024 Hessische Ministerin für Familie, Senioren, Sport, Gesundheit und Pflege im Kabinett Rhein II.

## Leben und Beruf
Diana Stolz legte 1995 ihr Abitur an der Pestalozzischule Idstein ab und absolvierte im Anschluss ein Studium an der Verwaltungsfachhochschule Rotenburg an der Fulda, das sie 1998 als Diplom-Rechtspflegerin abschloss. Danach war sie bis 1999 als Rechtspflegerin an den Amtsgerichten Wiesbaden und Idstein tätig. 2002 bildete sie sich per Aufbaustudium Justizmanagement an der Verwaltungsfachhochschule Rotenburg an der Fulda fort.
Von 1999 bis 2010 war sie beim Hessischen Ministerium der Justiz, beim Hessischen Sozialministerium und beim Hessischen Ministerium für Umwelt, Energie, Landwirtschaft und Verbraucherschutz tätig, zuletzt als Referatsleiterin. Daneben fungierte sie von 2000 bis 2002 als Vorsitzende der Hauptjugend- und Auszubildendenvertretung für den Bereich der hessischen Justiz. Im Jahr 2010 wechselte sie zur Verwaltung des Landkreises Bergstraße und arbeitete dort bis 2016 als Abteilungsleiterin.
Diana Stolz ist verheiratet und hat zwei Kinder.

## Politischer Werdegang
Stolz trat 1997 in die CDU ein. Sie ist seit 2018 Vorsitzende der hessischen Frauen-Union und seit 2022 stellvertretende Landesvorsitzende der CDU Hessen.
Von 1998 bis 2006 war sie Stadtverordnete in Idstein und von 2001 bis 2011 Kreistagsabgeordnete im Rheingau-Taunus-Kreis. Ab dem 5. Juli 2016 war sie Erste Kreisbeigeordnete des Landkreises Bergstraße mit Zuständigkeit für die Dezernate Gremienmanagement und zentrale Dienste, Jugend und Arbeit sowie für Gesundheit und Verbraucherschutz.
Am 18. Januar 2024 wurde Stolz zur Hessischen Ministerin für Familie, Senioren, Sport, Gesundheit und Pflege im Kabinett Rhein II ernannt.